# Elasmus insolitidens
Elasmus insolitidens is een vliesvleugelig insect uit de familie Eulophidae. De wetenschappelijke naam is voor het eerst geldig gepubliceerd in 1930 door Girault.